# Športne poškodbe
Poškodbe in bolezni pri športu nastanejo zaradi napačnih metod treninga, strukturnih nepravilnosti, ki bolj obremenjujejo ene dele telesa kot druge, ter šibkosti mišic, kit in vezi. Mnoge poškodbe nastanejo zaradi kronične obrabe, ko ponavljajoči se gibi preobremenjujejo občutljivo tkivo.